# Sergej Šubenkov
Sergej Vladimirovič Šubenkov (in russo Сергей Владимирович Шубенков?, traslitterazione anglosassone approssimata Sergey Shubenkov; Barnaul, 4 ottobre 1990) è un ostacolista russo, campione mondiale dei 110 metri ostacoli a Pechino 2015 e due volte campione europeo (2012 e 2014).

## Progressione

### 60 metri ostacoli indoor
| Stagione | Tempo | Luogo     | Data      | Rank. Mond. |
| -------- | ----- | --------- | --------- | ----------- |
| 2013     | 7"49  | Göteborg  | 1-3-2013  | 1º          |
| 2012     | 7"56  | Saransk   | 2-3-2012  | 18º         |
| 2011     | 7"87  | Volgograd | 22-2-2011 | 133º        |
| 2010     | 7"81  | Mosca     | 26-2-2010 | 97º         |

### 110 metri ostacoli
| Stagione | Tempo | Luogo          | Data      | Rank. Mond. |
| -------- | ----- | -------------- | --------- | ----------- |
| 2018     | 12"92 | Székesfehérvár | 2-7-2018  | 1º          |
| 2017     | 13"01 | Székesfehérvár | 4-7-2017  | 2º          |
| 2016     | 13"20 | Čeboksary      | 21-6-2016 |             |
| 2015     | 12"98 | Pechino        | 28-8-2015 | 4º          |
| 2014     | 13"16 | Losanna        | 3-7-2014  | 5º          |
| 2013     | 13"16 | Mosca          | 11-8-2013 | 10º         |
| 2012     | 13"09 | Linz           | 20-8-2012 | 7º          |
| 2012     | 13"09 | Monaco         | 20-7-2012 | 7º          |
| 2012     | 13"09 | Helsinki       | 1-7-2012  | 7º          |
| 2011     | 13"46 | Podol'sk       | 24-6-2011 | 40º         |
| 2010     | 13"54 | Saransk        | 12-8-2010 | 49º         |

## Palmarès
| Anno                                                | Manifestazione   | Sede     | Evento   | Risultato  | Prestazione | Note                                    |
| --------------------------------------------------- | ---------------- | -------- | -------- | ---------- | ----------- | --------------------------------------- |
| In rappresentanza della Russia                      |                  |          |          |            |             |                                         |
| 2009                                                | Europei juniores | Novi Sad | 110 m hs | Argento    | 13"40       |                                         |
| 2011                                                | Europei under 23 | Ostrava  | 110 m hs | Oro        | 13"56       |                                         |
| 2011                                                | Mondiali         | Taegu    | 110 m hs | Batteria   | 13"70       |                                         |
| 2012                                                | Europei          | Helsinki | 110 m hs | Oro        | 13"16       |                                         |
| 2012                                                | Giochi olimpici  | Londra   | 110 m hs | Semifinale | 13"41       |                                         |
| 2013                                                | Europei indoor   | Göteborg | 60 m hs  | Oro        | 7"49        | Miglior prestazione mondiale stagionale |
| 2013                                                | Universiadi      | Kazan'   | 110 m hs | Bronzo     | 13"47       |                                         |
| 2013                                                | Mondiali         | Mosca    | 110 m hs | Bronzo     | 13"24       |                                         |
| 2014                                                | Mondiali indoor  | Sopot    | 60 m hs  | Semifinale | 7"66        |                                         |
| 2014                                                | Europei          | Zurigo   | 110 m hs | Oro        | 13"19       |                                         |
| 2015                                                | Mondiali         | Pechino  | 110 m hs | Oro        | 12"98       | Record nazionale                        |
| In rappresentanza degli Atleti Neutrali Autorizzati |                  |          |          |            |             |                                         |
| 2017                                                | Mondiali         | Londra   | 110 m hs | Argento    | 13"14       |                                         |
| 2018                                                | Europei          | Berlino  | 110 m hs | Argento    | 13"17       |                                         |
| 2019                                                | Mondiali         | Doha     | 110 m hs | Argento    | 13"15       |                                         |

## Altre competizioni internazionali
2015
- Campionati europei a squadre di atletica leggera ( Čeboksary)

2017
- Vincitore della Diamond League nella specialità dei 110 m hs

2018
- Oro in Coppa continentale ( Ostrava), 110 m hs - 13"03
- Vincitore della Diamond League nella specialità dei 110 m hs